# 国際連合安全保障理事会決議の一覧 (1901-2000)
| 決議 | 日付           | 投票        | 備考 | 文書リンク                                            |
| --- | -------------- | ----------- | --- | ----------------------------------------------------- |
| 2009年安全保障理事会理事国 · 中国 フランス ロシア イギリス アメリカ合衆国 · オーストリア ブルキナファソ コスタリカ クロアチア 日本 リビア メキシコ トルコ ウガンダ ベトナム                     |                |             | |                                                       |
| 1901 | 2009年12月16日 | 全会一致    | ルワンダ国際戦犯法廷に関して                                                                                          | 原文 日本語訳 ウィキソース(英語)                      |
| 1902 | 2009年12月17日 | 全会一致    | 国際連合ブルンジ統合事務所の活動期限延長                                                                              | 原文 日本語訳 ウィキソース(英語)                      |
| 1903 | 2009年12月17日 | 全会一致    | リベリアに対する武器禁輸・経済制裁に関して                                                                            | 原文 日本語訳 ウィキソース(英語) ウィキソース日本語訳 |
| 1904 | 2009年12月17日 | 全会一致    | アルカーイダ・ターリバーンに関して                                                                                    | 原文 日本語訳 ウィキソース(英語)                      |
| 1905 | 2009年12月21日 | 全会一致    | イラク復興に関して | 原文 日本語訳 ウィキソース(英語) ウィキソース日本語訳 |
| 1906 | 2009年12月23日 | 全会一致    | 国際連合コンゴ民主共和国ミッションの活動期限延長                                                                      | 原文 日本語訳 ウィキソース(英語)                      |
| 1907 | 2009年12月23日 | 採択 13-1-1 | ソマリアの情勢に介入したとして、エリトリアへの経済制裁措置                                                            | 原文 日本語訳 ウィキソース(英語) ウィキソース日本語訳 |
| 2010年安全保障理事会理事国 · 中国 フランス ロシア イギリス アメリカ合衆国 · オーストリア ボスニア・ヘルツェゴビナ ブラジル ガボン 日本 レバノン メキシコ ナイジェリア トルコ ウガンダ           |                |             | |                                                       |
| 1908 | 2010年1月19日  | 全会一致    | ハイチの地震に対応して国際連合ハイチ安定化ミッションの派遣規模拡大                                                    | 原文 日本語訳 ウィキソース(英語)                      |
| 1909 | 2010年1月21日  | 全会一致    | 国際連合ネパール支援団の活動期限延長                                                                                  | 原文 日本語訳 ウィキソース(英語)                      |
| 1910 | 2010年1月28日  | 全会一致    | アフリカ連合ソマリア・ミッション(AMISOM)の活動期限延長                                                                | 原文 日本語訳 ウィキソース(英語)                      |
| 1911 | 2010年1月28日  | 全会一致    | 国際連合コートジボワール活動の活動期限延長                                                                            | 原文 日本語訳 ウィキソース(英語)                      |
| 1912 | 2010年2月26日  | 全会一致    | 国際連合東ティモール統合ミッションの活動期限延長                                                                      | 原文 日本語訳 ウィキソース(英語)                      |
| 1913 | 2010年3月13日  | 全会一致    | 国際連合中央アフリカ・チャド・ミッションの活動期限延長                                                                | 原文 日本語訳 ウィキソース(英語)                      |
| 1914 | 2010年3月18日  | 全会一致    | 国際司法裁判所判事の欠員発生と補充の選挙について                                                                      | 原文 日本語訳 ウィキソース(英語)                      |
| 1915 | 2010年3月18日  | 全会一致    | 旧ユーゴスラビア国際戦犯法廷裁判官の臨時増員措置の期限延長                                                            | 原文 日本語訳 ウィキソース(英語)                      |
| 1916 | 2010年3月19日  | 全会一致    | ソマリアおよびエリトリア情勢について                                                                                  | 原文 日本語訳 ウィキソース(英語)                      |
| 1917 | 2010年3月22日  | 全会一致    | 国連アフガニスタン支援ミッションの活動期限延長                                                                        | 原文 日本語訳 ウィキソース(英語)                      |
| 1918 | 2010年4月27日  | 全会一致    | 海賊問題について | 原文 日本語訳 ウィキソース(英語)                      |
| 1919 | 2010年4月29日  | 全会一致    | 国際連合スーダン派遣団の活動期限延長                                                                                  | 原文 日本語訳 ウィキソース(英語)                      |
| 1920 | 2010年4月30日  | 全会一致    | 国際連合西サハラ住民投票ミッションの活動期限延長                                                                      | 原文 日本語訳 ウィキソース(英語)                      |
| 1921 | 2010年5月12日  | 全会一致    | 国際連合ネパール支援団の活動期限延長                                                                                  | 原文 日本語訳 ウィキソース(英語)                      |
| 1922 | 2010年5月12日  | 全会一致    | 国際連合中央アフリカ・チャド・ミッションの活動期限延長                                                                | 原文 日本語訳 ウィキソース(英語)                      |
| 1923 | 2010年5月25日  | 全会一致    | 国際連合中央アフリカ・チャド・ミッションの撤退                                                                        | 原文 日本語訳 ウィキソース(英語)                      |
| 1924 | 2010年5月27日  | 全会一致    | 国際連合コートジボワール活動の活動期限延長                                                                            | 原文 日本語訳 ウィキソース(英語)                      |
| 1925 | 2010年5月28日  | 全会一致    | 国際連合コンゴ民主共和国ミッションの活動期限延長、規模の縮小                                                          | 原文 日本語訳 ウィキソース(英語)                      |
| 1926 | 2010年6月2日   | 全会一致    | 国際司法裁判所における判事の選出について                                                                              | 原文 日本語訳 ウィキソース(英語)                      |
| 1927 | 2010年6月4日   | 全会一致    | 国際連合ハイチ安定化ミッションにおける文民警官の追加派遣について                                                      | 原文 日本語訳 ウィキソース(英語)                      |
| 1928 | 2010年6月7日   | 全会一致    | 北朝鮮に対する経済制裁の延長                                                                                          | 原文 日本語訳 ウィキソース(英語)                      |
| 1929 | 2010年6月9日   | 採択 12-2-1 | イラン核開発問題について                                                                                              | 原文 日本語訳 ウィキソース(英語)                      |
| 1930 | 2010年6月15日  | 採択 14-1-0 | 国際連合キプロス平和維持軍の活動期限延長                                                                              | 原文 日本語訳 ウィキソース(英語)                      |
| 1931 | 2010年6月29日  | 全会一致    | 国際司法裁判所について                                                                                                | 原文 日本語訳 ウィキソース(英語)                      |
| 1932 | 2010年6月29日  | 全会一致    | ルワンダ国際戦犯法廷について国際連合コートジボワール活動                                                              | 原文 日本語訳 ウィキソース(英語)                      |
| 1933 | 2010年6月30日  | 全会一致    | 国際連合コートジボワール活動の活動期限延長とフランス軍への支援について                                                | 原文 日本語訳 ウィキソース(英語)                      |
| 1934 | 2010年6月30日  | 全会一致    | 国際連合兵力引き離し監視軍の活動期限延長                                                                              | 原文 日本語訳 ウィキソース(英語)                      |
| 1935 | 2010年7月30日  | 全会一致    | 国際連合アフリカ連合ダルフール派遣団の活動期限延長                                                                    | 原文 日本語訳 ウィキソース(英語)                      |
| 1936 | 2010年8月5日   | 全会一致    | 国際連合イラク支援ミッションの活動期限延長                                                                            | 原文 日本語訳 ウィキソース(英語)                      |
| 1937 | 2010年8月30日  | 全会一致    | 国際連合レバノン暫定駐留軍の活動期限延長                                                                              | 原文 日本語訳 ウィキソース(英語)                      |
| 1938 | 2010年9月15日  | 全会一致    | 国際連合リベリア・ミッションの活動期限延長                                                                            | 原文 日本語訳 ウィキソース(英語)                      |
| 1939 | 2010年9月15日  | 全会一致    | 国際連合ネパール支援団の最後となる活動期限延長                                                                        | 原文 日本語訳 ウィキソース(英語)                      |
| 1940 | 2010年9月29日  | 全会一致    | シエラレオネに対する武器禁輸及び経済制裁の解除                                                                        | 原文 日本語訳 ウィキソース(英語) ウィキソース日本語訳 |
| 1941 | 2010年9月29日  | 全会一致    | 国際連合シエラレオネ統合平和構築事務所(United Nations Integrated Peacebuilding Office in Sierra Leone)の活動期限延長  | 原文 日本語訳 ウィキソース(英語)                      |
| 1942 | 2010年9月29日  | 全会一致    | 国際連合コートジボワール活動の一時的な増強の承認                                                                      | 原文 日本語訳 ウィキソース(英語)                      |
| 1943 | 2010年10月13日 | 全会一致    | アフガニスタンにおける国際治安支援部隊展開の延長の承認                                                                | 原文 日本語訳 ウィキソース(英語)                      |
| 1944 | 2010年10月14日 | 全会一致    | 国際連合ハイチ安定化ミッションの活動期限延長                                                                          | 原文 日本語訳 ウィキソース(英語)                      |
| 1945 | 2010年10月14日 | 採択 14-0-1 | スーダン・ダルフールにおける制裁措置監視人員の配置期限の延長                                                          | 原文 日本語訳 ウィキソース(英語)                      |
| 1946 | 2010年10月15日 | 全会一致    | コートジボワールにおける制裁措置監視人員の配置期限の延長                                                              | 原文 日本語訳 ウィキソース(英語)                      |
| 1947 | 2010年10月29日 | 全会一致    | 国際連合平和構築委員会(United Nations Peacebuilding Commission)の役割の再確認                                         | 原文 日本語訳 ウィキソース(英語)                      |
| 1948 | 2010年11月18日 | 全会一致    | ボスニア・ヘルツェゴビナにおける欧州連合部隊 アルテア(EUFOR Althea)の活動期限延長                                     | 原文 ウィキソース(英語)                               |
| 1949 | 2010年11月23日 | 全会一致    | 国際連合ギニアビサウ統合平和構築事務所(United Nations Integrated Peacebuilding Office in Guinea-Bissau)の活動期限延長 | 原文 ウィキソース(英語)                               |
| 1950 | 2010年11月23日 | 全会一致    | ソマリア沖の海賊に関する決議                                                                                          | 原文 ウィキソース(英語)                               |
| 1951 | 2010年11月24日 | 全会一致    | 国際連合リベリア・ミッションから、国際連合コートジボワール活動に対しての一時的な部隊転用の承認                        | 原文 ウィキソース(英語)                               |
| 1952 | 2010年11月29日 | 全会一致    | コンゴ民主共和国に対する武器禁輸及び経済制裁の延長                                                                    | 原文 ウィキソース(英語)                               |
| 1953 | 2010年12月14日 | 採択 14-1-0 | 国際連合キプロス平和維持軍の活動期限延長                                                                              | 原文 ウィキソース(英語)                               |
| 1954 | 2010年12月14日 | 全会一致    | 旧ユーゴスラビア国際戦犯法廷判事の任官条件の拡大                                                                      | 原文 ウィキソース(英語)                               |
| 1955 | 2010年12月14日 | 全会一致    | ルワンダ国際戦犯法廷判事の任官条件の拡大                                                                              | 原文 ウィキソース(英語)                               |
| 1956 | 2010年12月15日 | 全会一致    | イラク開発基金（Iraq Development Fund）の廃止について                                                                 | 原文 日本語訳 ウィキソース(英語)                      |
| 1957 | 2010年12月15日 | 全会一致    | イラクにおける大量破壊兵器および原子力開発とそれに関する規制について                                                  | 原文 日本語訳 ウィキソース(英語)                      |
| 1958 | 2010年12月15日 | 採択 14-0-1 | イラクにおける石油食料交換プログラムの完全なる終了措置への決議                                                        | 原文 日本語訳 ウィキソース(英語)                      |
| 1959 | 2010年12月16日 | 全会一致    | 国際連合ブルンジ事務所(United Nations Office in Burundi)の設置                                                        | 原文 ウィキソース(英語)                               |
| 1960 | 2010年12月16日 | 全会一致    | 紛争時における性的虐待について                                                                                        | 原文 日本語訳 ウィキソース(英語)                      |
| 1961 | 2010年12月17日 | 全会一致    | リベリアに対する武器禁輸及び渡航制限について                                                                          | 原文 ウィキソース(英語)                               |
| 1962 | 2010年12月20日 | 全会一致    | 2010年の大統領選挙に向けた国際連合コートジボワール活動の活動期限延長                                                  | 原文 日本語訳 ウィキソース(英語)                      |
| 1963 | 2010年12月20日 | 全会一致    | 対テロ委員会における討議について                                                                                      | 原文 ウィキソース(英語)                               |
| 1964 | 2010年12月22日 | 全会一致    | アフリカ連合ソマリア・ミッション(AMISOM)の増員の承認                                                                  | 原文 ウィキソース(英語)                               |
| 1965 | 2010年12月22日 | 全会一致    | 国際連合兵力引き離し監視軍の活動期限延長                                                                              | 原文 ウィキソース(英語)                               |
| 1966 | 2010年12月22日 | 採択 14-0-1 | 旧ユーゴスラビア国際戦犯法廷及びルワンダ国際戦犯法廷に関する決議                                                      | 原文 ウィキソース(英語)                               |
| 2011年安全保障理事会理事国 · 中国 フランス ロシア イギリス アメリカ合衆国 · ボスニア・ヘルツェゴビナ ブラジル コロンビア ドイツ ガボン インド レバノン ナイジェリア ポルトガル 南アフリカ共和国 |                |             | |                                                       |
| 1967 | 2011年1月19日  | 全会一致    | 国際連合コートジボワール活動への増員決議                                                                              | 原文 ウィキソース(英語)                               |
| 1968 | 2011年2月16日  | 全会一致    | 国際連合リベリア・ミッション隊員を国際連合コートジボワール活動に配置転換させる決議                                    | 原文 ウィキソース(英語)                               |
| 1969 | 2011年2月24日  | 全会一致    | 国際連合東ティモール統合ミッションの活動期限延長                                                                      | 原文 日本語訳 ウィキソース(英語)                      |
| 1970 | 2011年2月26日  | 全会一致    | 騒乱鎮圧を行うリビアのカッザーフィー政権に対する制裁決議                                                              | 原文 ウィキソース(英語)                               |
| 1971 | 2011年3月3日   | 全会一致    | 国際連合リベリア・ミッションのシエラレオネ特別法廷からの撤退                                                          | 原文 ウィキソース(英語)                               |
| 1972 | 2011年3月17日  | 全会一致    | 人道的活動を行う組織に対して対ソマリア金融制裁を一時的に免除する                                                      | 原文 ウィキソース(英語)                               |
| 1973 | 2011年3月17日  | 採択 10-0-5 | リビア国民の保護を目的とした飛行禁止区域設定と、軍事介入の許可                                                        | 原文 日本語訳 ウィキソース(英語)                      |
| 1974 | 2011年3月22日  | 全会一致    | 国連アフガニスタン支援ミッションの活動期限延長                                                                        | 原文 ウィキソース(英語)                               |
| 1975 | 2011年3月30日  | 全会一致    | コートジボワール情勢に関して、政権移譲を拒否しているローラン・バグボに関する制裁について                              | 原文 日本語訳 ウィキソース(英語)                      |
| 1976 | 2011年4月11日  | 全会一致    | ソマリア沖の海賊に関する決議                                                                                          | 原文 ウィキソース(英語)                               |
| 1977 | 2011年4月20日  | 全会一致    | 国際連合安全保障理事会決議1540に基づく大量破壊兵器の拡散防止に関する委員会の活動期限延長                              | 原文 日本語訳 ウィキソース(英語)                      |
| 1978 | 2011年4月27日  | 全会一致    | 国際連合スーダン派遣団の活動期限延長                                                                                  | 原文 ウィキソース(英語)                               |
| 1979 | 2011年4月27日  | 全会一致    | 国際連合西サハラ住民投票ミッションの活動期限延長                                                                      | 原文 ウィキソース(英語)                               |
| 1980 | 2011年4月28日  | 全会一致    | コートジボワールにおけるダイヤモンドの交易制限について                                                                | 原文 日本語訳 ウィキソース(英語) ウィキソース日本語訳 |
| 1981 | 2011年5月13日  | 全会一致    | 国際連合コートジボワール活動の活動期限延長                                                                            | 原文 ウィキソース(英語)                               |
| 1982 | 2011年5月17日  | 全会一致    | スーダンにおける武器禁輸などの監視措置の継続                                                                          | 原文 ウィキソース(英語)                               |
| 1983 | 2011年6月7日   | 全会一致    | 平和維持活動時におけるHIV蔓延防止活動について                                                                         | 原文 日本語訳 ウィキソース(英語)                      |
| 1984 | 2011年6月9日   | 採択 14-0-1 | イランに対する経済制裁の監視措置の継続について                                                                        | 原文 ウィキソース(英語)                               |
| 1985 | 2011年6月10日  | 全会一致    | 北朝鮮に対する経済制裁の監視措置の継続について                                                                        | 原文 ウィキソース(英語)                               |
| 1986 | 2011年6月13日  | 全会一致    | 国際連合キプロス平和維持軍の活動期限延長                                                                              | 原文 ウィキソース(英語)                               |
| 1987 | 2011年6月17日  | 無投票採択  | 潘基文国際連合事務総長の二期目の承認                                                                                  | 原文 ウィキソース(英語)                               |
| 1988 | 2011年6月17日  | 全会一致    | ターリバーンへの制裁について                                                                                          | 原文 ウィキソース(英語)                               |
| 1989 | 2011年6月17日  | 全会一致    | アルカーイダへの制裁について                                                                                          | 原文 ウィキソース(英語)                               |
| 1990 | 2011年6月27日  | 全会一致    | 国際連合アビエ暫定治安部隊の設立について                                                                              | 原文 日本語訳 ウィキソース(英語)                      |
| 1991 | 2011年6月28日  | 全会一致    | 国際連合コンゴ民主共和国安定化ミッションの活動期限延長                                                                | 原文 ウィキソース(英語)                               |
| 1992 | 2011年6月29日  | 全会一致    | 国際連合コートジボワール活動の増強について                                                                            | 原文 ウィキソース(英語)                               |
| 1993 | 2011年6月29日  | 全会一致    | 旧ユーゴスラビア国際戦犯法廷の判事について                                                                            | 原文 ウィキソース(英語)                               |
| 1994 | 2011年6月30日  | 全会一致    | 国際連合兵力引き離し監視軍の活動期限延長                                                                              | 原文 ウィキソース(英語)                               |
| 1995 | 2011年7月6日   | 全会一致    | ルワンダ国際戦犯法廷の判事について                                                                                    | 原文 ウィキソース(英語)                               |
| 1996 | 2011年7月8日   | 全会一致    | 国際連合南スーダン派遣団の設立について                                                                                | 原文 日本語訳 ウィキソース(英語)                      |
| 1997 | 2011年7月11日  | 全会一致    | 国際連合スーダン派遣団の終了について                                                                                  | 原文 ウィキソース(英語)                               |
| 1998 | 2011年7月12日  | 全会一致    | 紛争地帯における病院・学校への攻撃を非難                                                                              | 原文 日本語訳 ウィキソース(英語)                      |
| 1999 | 2011年7月13日  | 無投票採択  | 南スーダンの国際連合加盟について                                                                                      | 原文 ウィキソース(英語) ウィキソース日本語訳          |
| 2000 | 2011年7月27日  | 全会一致    | 国際連合コートジボワール活動の活動期限延長                                                                            | 原文 ウィキソース(英語)                               |